# No Tempo das Borboletas
In the Time of the Butterflies (no Brasil e em Portugal: No Tempo das Borboletas) é um longa-metragem de 2001, produzido para a rede de televisão Showtime, dirigido por Mariano Barroso e baseado no livro homônimo de Julia Álvarez.
A história é uma narrativa da vida das irmãs Mirabal, ativistas revolucionárias dominicanas, que se opunham à ditadura de Rafael Trujillo e foram assassinadas em 25 de novembro de 1960. No filme, Salma Hayek interpretou uma das irmãs, Minerva, e Edward James Olmos interpreta Trujillo.

## Sinopse
A narrativa se passa no tempo do ditador dominicano Rafael Trujillo. Minerva Mirabal e suas irmãs se juntam ao movimento de resistência contra Trujillo. Minerva segue seu primeiro amor, o revolucionário Lio. As irmãs ficariam conhecidas como as borboletas.

## Prêmios
Salma Hayek e o filme ganharam o ALMA Award em 2002 nas categorias "Ator/atriz em filme ou minissérie televisiva" e "Filme ou minissérie televisiva" respectivamente; Marc Anthony foi indicado para o mesmo prêmio. Salma Hayek foi indicada para o Broadcast Film Critics Association Award em 2002.

## Elenco
- Salma Hayek como Minerva Mirabal
- Edward James Olmos como Rafael Trujillo
- Mía Maestro como Maite Mirabal
- Demian Bichir como Manolo Tavárez
- Pilar Padilla como Dede Mirabal
- Lumi Cavazos como Patria Mirabal
- Marc Anthony como Lio
- Pedro Armendáriz, Jr. como Capitão Peña
- Ana Martín como Mercedes Mirabal
- Paulina Treviño como Sinita
- Ana Layevska como Lina Lovatón
- Fernando Becerril como Enrique Mirabal
- Anthony Alvarez como Palomino
- Ermahn Ospina como Jaimito
- Raúl Méndez como Pedrito
- Mariana Sánchez como Minerva ao 13 anos de idade